# Сквайр Трелони
Сквайр Джон Трелони (англ. Squire John Trelawney) — один из главных персонажей романа Роберта Льюиса Стивенсона «Остров сокровищ». Также является персонажем многочисленных фильмов, снятых на основе романа.
Трелони высок ростом (более шести футов), у него резкое, грубоватое лицо, покрасневшее и покрытое морщинами после долгих путешествий. Имеет вспыльчивый характер. Является землевладельцем, друг доктора Ливси.
Он финансирует всю экспедицию на Остров сокровищ, при этом весьма любезно ремонтирует трактир Хокинсов «Адмирал Бенбоу» за свой счет. Отправляясь в доки Бристоля, Трелони покупает шхуну «Испаньола», нанимает капитана Смоллетта, чтобы командовать ею, а заодно и  нанимает Джона Сильвера, владельца таверны «Подзорная труба», бывшего кока, на камбуз. Когда дело доходит до найма экипажа для корабля, попадает в зависимость от советов Сильвера, который в результате подбирает группу пиратов.
Изначально претендовал на лидерство; однако его болтливость и некомпетентность стали причиной того, что большинство экипажа «Испаньолы» составили пираты капитана Флинта. Уступил право командования капитану Смоллетту, когда узнал о готовящемся бунте. Сохраняет выдержку на протяжении всего приключения. Отличный стрелок, лучший в команде честных людей, опытный путешественник. Взял в плавание троих дисциплинированных и верных слуг, которые хорошо показали себя в боях с разбойниками.
Возможно, персонаж назван в честь Эдварда Трелони, губернатора Ямайки 1738–1752 годов.

## Исполнители
- Остров сокровищ (фильм, 1920) — Сидни Дин[англ.]
- Остров сокровищ (фильм, 1934) — Найджел Брюс
- Остров сокровищ (фильм, 1950) — Уолтер Фицджеральд
- Остров сокровищ (фильм, 1971) — Альгимантас Масюлис
- Остров сокровищ (фильм, 1972) — Вальтер Слезак
- Остров сокровищ (фильм, 1982) — Владислав Стржельчик
- Остров сокровищ (мультфильм, 1988) — Борис Вознюк
- Остров сокровищ (фильм, 1990) — Ричард Джонсон
- Остров сокровищ (фильм, 1999) — Кристофер Бенджамин
- Остров сокровищ (фильм, 2012) — Руперт Пенри-Джонс